# Mongbwalu
Mongbwalu – miasto w Demokratycznej Republice Konga, w prowincji Ituri.